# Kimono

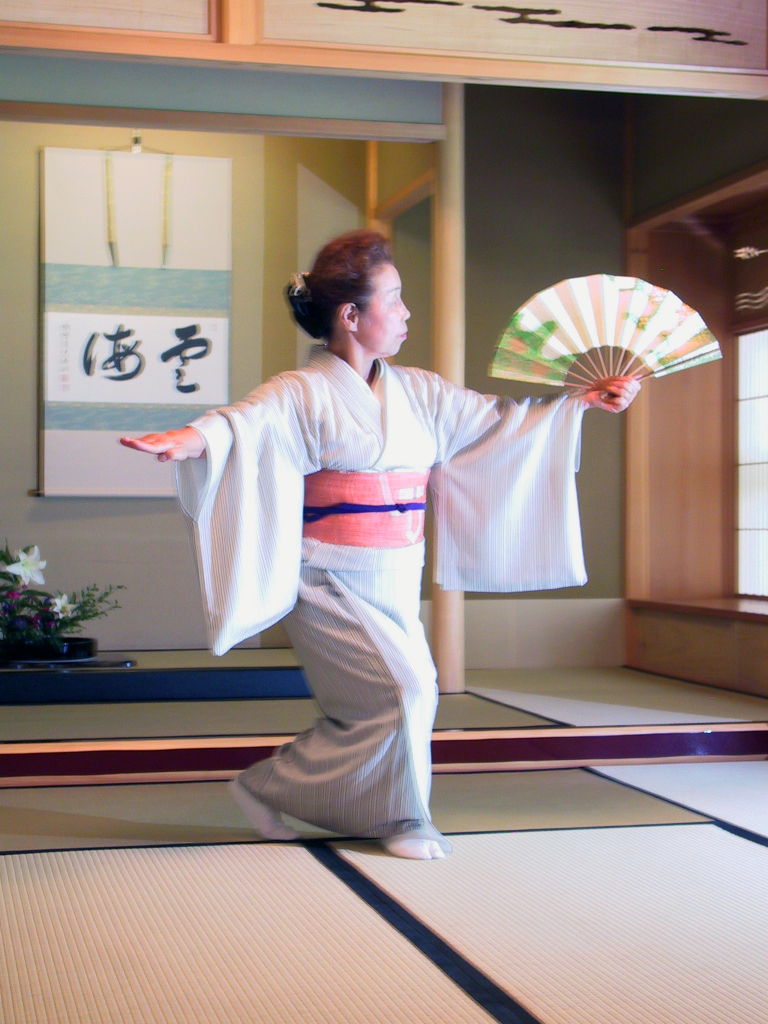
Un esempio di kimono

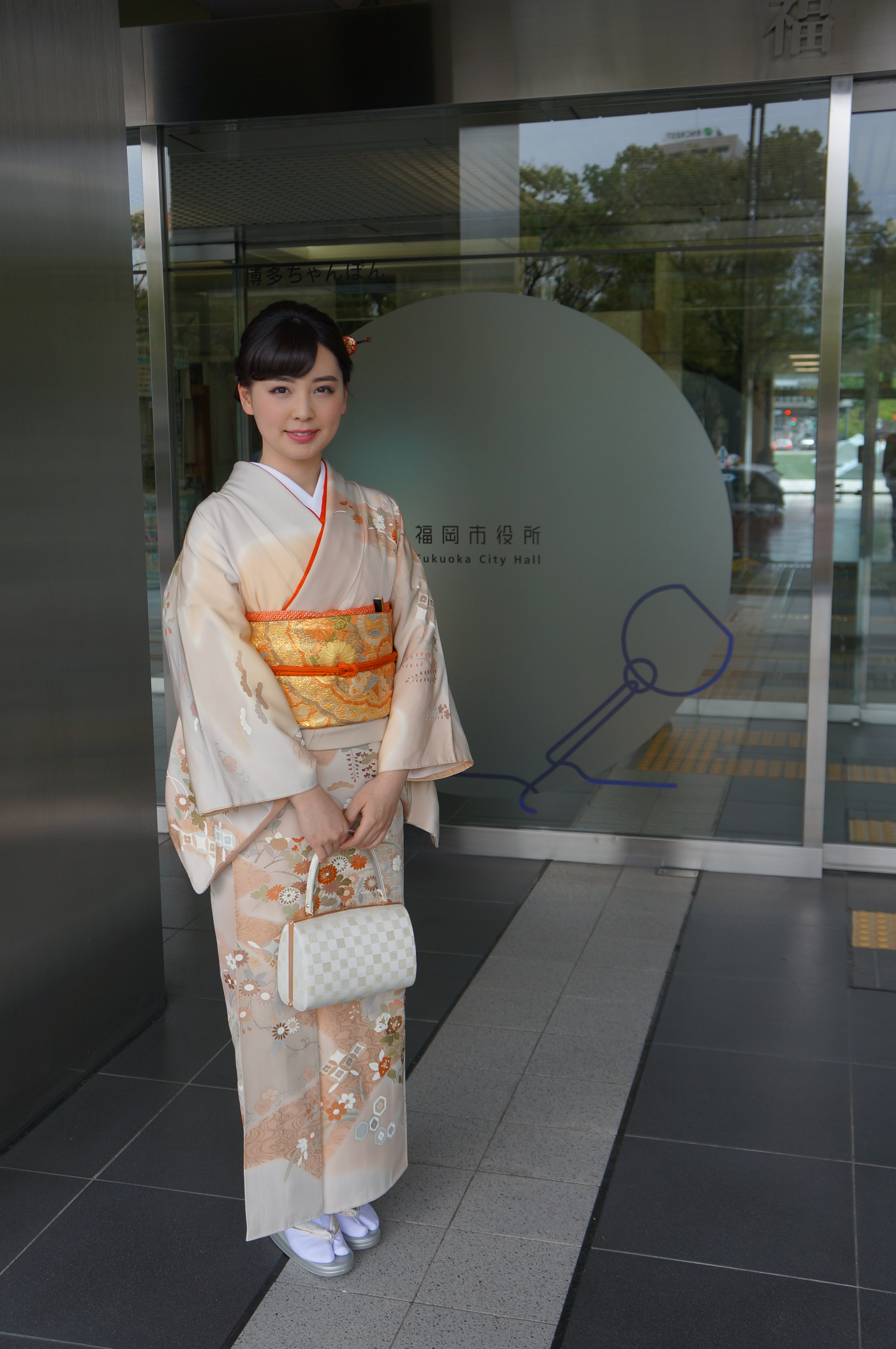
Donna in kimono al Fukuoka City Hall

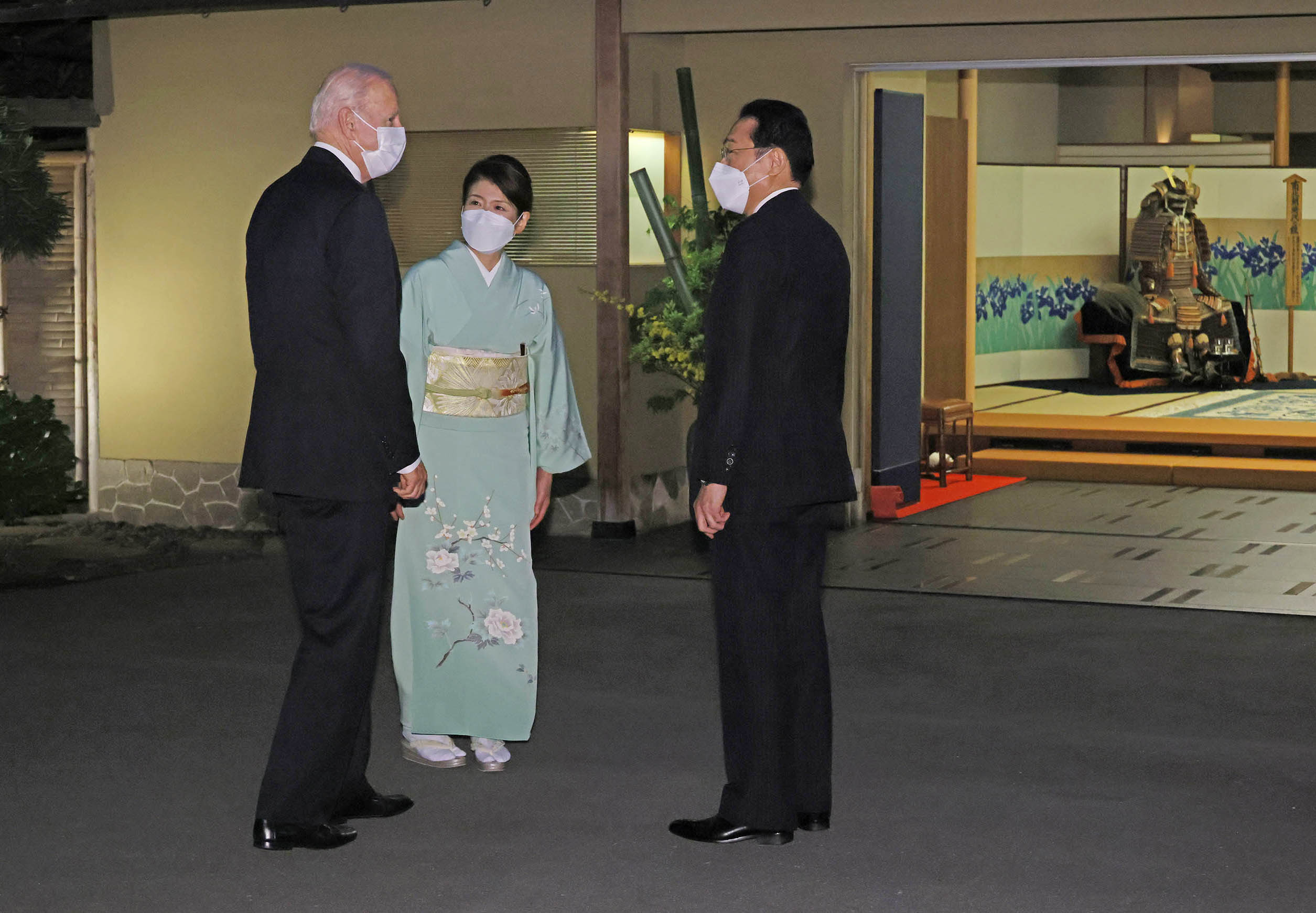
Riunione a livello di vertice sul lancio del quadro economico indopacifico, 23 maggio 2022

Il kimono (着物? letteralmente "cosa da indossare" e quindi "abito") o chimono è un indumento tradizionale giapponese, nonché il costume nazionale del Sol levante.
In origine il termine kimono veniva usato per ogni tipo di abito; in seguito è passato a indicare specificamente l'abito lungo portato ancor oggi da persone di entrambi i sessi e di tutte le età. Il kimono è derivato dagli abiti usati durante la dinastia cinese Tang. Il kimono è una veste a forma di T, dalle linee dritte, che arriva fino alle caviglie, con colletto e maniche lunghe. Le maniche solitamente sono molto ampie all'altezza dei polsi, fino a mezzo metro. Tradizionalmente le donne nubili indossano kimono con maniche estremamente lunghe che arrivano fin quasi a terra, chiamato furisode. La veste è avvolta attorno al corpo, sempre con il lembo sinistro sopra quello destro (tranne che ai funerali dove avviene il contrario) e fissato da un'ampia cintura annodata sul retro chiamata obi.
Il kimono viene generalmente abbinato a delle calzature tradizionali (simili alle infradito): i sandali zōri  e a dei calzini che dividono l'alluce dalle altre dita chiamati tabi. 
Esistono diverse varianti di questo tipico abito tradizionale giapponese. Il più comune tra i kimono è lungo fino ai piedi e si chiude sul davanti, con la parte sinistra sopra la destra, per mezzo di una cintura larga, detta obi, legata dietro la schiena. Non ci sono bottoni né cerniere. tabi, zori e un cordoncino per fermare l'obi accompagnano il kimono. Anche l'acconciatura deve essere pertinente.
In base all'ora, al luogo e alla persona che lo indossa, esistono regole precise da osservare. Attualmente viene usato quasi esclusivamente nelle cerimonie o in occasioni particolari soprattutto per il fatto che costa molto, richiede una grande cura, non è facile da indossare e non permette movimenti molto liberi.
Lo yukata, un kimono molto semplice di cotone, viene usato soprattutto d'estate o dopo il bagno.
Normalmente i kimono nuovi possono costare molto, soprattutto se d'autore, ma si riescono a trovare anche a prezzi bassi. In particolare si usa ormai spesso acquistare i kimono e alcuni accessori come l'obi nel mercato dell'usato, oggi largamente sviluppato e frequentato anche dagli stranieri.
Contrariamente a quanto molti pensano, indotti dai film di genere, il kimono non è l'uniforme utilizzata nella pratica delle arti marziali giapponesi, che si chiama keikogi.

## Storia
La storia e lo sviluppo del kimono vennero pesantemente influenzati dall'abbigliamento tradizionale cinese, lo hanfu, grazie alle ambasciate giapponesi presenti in Cina nel IV secolo. Fu comunque nell'VIII secolo che l'abito cinese divenne popolare in Giappone, ma è durante il periodo Heian (794–1192) che il kimono divenne sempre più simile a quello attuale, anche se all'epoca veniva ancora coperto con una sorta di grembiule chiamato mo. Durante il periodo Muromachi (1392–1573) il kosode, un antesignano del kimono che però veniva considerato ancora parte della biancheria intima, cominciò invece a essere indossato senza la gonna-pantalone hakama sopra di esso e quindi cominciò anche a essere fissato al corpo con una cintura apposita, l'obi. Durante il periodo Edo le maniche iniziarono ad allungarsi, specialmente tra le donne non sposate, e l'obi iniziò a diventare più larga, con vari tipi di nodi e allacciature sempre più difficili. Da allora la forma base del kimono è rimasta essenzialmente immutata.

## Caratteristiche

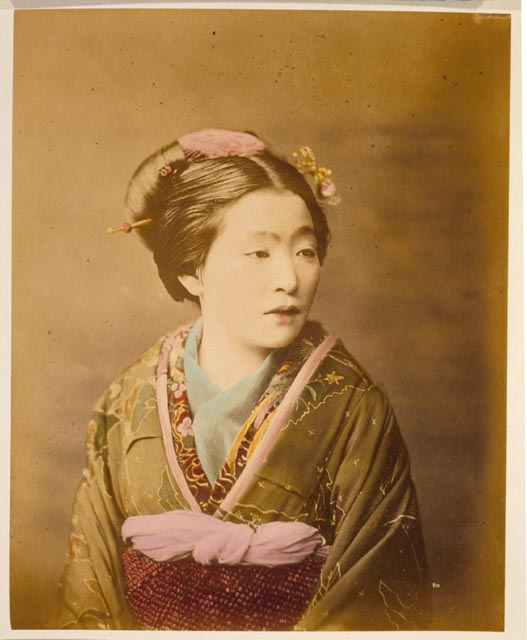
Donna giapponese in kimono,1870 circa

I kimono da uomo sono disponibili in varie taglie, ma tradizionalmente tutti i kimono da donna sono sostanzialmente di una sola taglia e vengono adattati alle varie forme e dimensioni del corpo rimboccando o piegando opportunamente il tessuto. Un kimono cucito perfettamente ha le maniche che terminano esattamente alla fine dei polsi quando le braccia sono abbassate. La lunghezza ideale del kimono da uomo dovrebbe arrivare alle caviglie senza essere piegato in vita; quello da donna è invece più lungo, ma arriva comunque alle caviglie dato che viene ripiegato in vita sotto l'obi. Questa ripiegatura è chiamata ohashori.
I kimono tradizionali vengono realizzati come in passato, ovvero vengono ricavati da un singolo rotolo di stoffa chiamato tan, largo circa trentacinque centimetri e lungo circa undici metri e mezzo (per un kimono per adulti); questo rendeva difficile e costoso avere dei kimono di taglie grandi, per persone alte di statura o molto corpulente, come ad esempio i lottatori di sumo che indossavano kimono fatti su misura. Il kimono finito consiste quindi di quattro larghe strisce di tessuto: due pannelli che coprono il corpo e due che vanno a formare le maniche più due piccole strisce per il colletto e i risvolti del pannello frontale. In passato il kimono veniva spesso scucito per lavare separatamente i vari pannelli e ricucito a mano. Tessuti e metodi di lavaggio moderni hanno reso obsoleta questa pratica. A volte, quando il kimono deve essere conservato per lungo tempo, lungo gli orli esterni vengono messi dei punti di imbastitura piuttosto laschi, per evitare pieghe e torciture indesiderate nonché per mantenere il corretto allineamento dei vari strati dell'abito.
I kimono tradizionali sono cuciti a mano e i tessuti usati per il loro confezionamento sono spesso fatti e decorati a mano. Il kimono può essere decorato con motivi singoli o ripetuti, ottenuti con diverse tecniche, tra cui lo yuzen, un tipo di tintura resistente prodotto con una pasta di riso, lo shibori e la pittura a mano o con uno stencil. Decorazioni ripetute regolari che coprono grandi parti del kimono sono generalmente prodotte con lo yuzen e una fustella. Con il tempo ci sono state molte variazioni dei colori, dei tessuti e dello stile, così come per gli accessori come l'obi.
I kimono e le cinture obi sono tradizionalmente fatti di seta, broccato o satinato (come il rinzu). I kimono moderni sono disponibili anche in tessuti meno costosi e meno delicati, come quelli fatti con il rayon, il cotone, il poliestere o altre fibre sintetiche. La seta è considerata comunque ancora il tessuto ideale ed è praticamente obbligatoria nelle occasioni formali. Le fantasie ricamate o stampate sul kimono possono anche essere abbinati alla stagione.
Oggigiorno il kimono viene indossato sopra una sottoveste apposita, mentre in passato venivano indossati svariati strati di indumenti che venivano poi coperti con il kimono vero e proprio. I vecchi kimono sono spesso riciclati in vari modi: vengono alterati per fare degli haori, hiyoku o dei kimono per bambini; vengono inoltre usati per fare delle borsette o accessori simili. Un kimono rovinato sotto il punto vita può comunque essere indossato sotto una hakama.
Esistono diversi stili di kimono per le varie occasioni, dalle più formali alle più familiari. Il livello di formalità di un kimono da donna è dato dalla sua forma (principalmente la lunghezza delle maniche), dal disegno, dal tessuto e anche dal colore. I kimono da uomo si presentano invece generalmente in un'unica forma e sono di colori spenti. Il loro grado di formalità è dato anche dal colore degli accessori, dal tipo di tessuto e dal numero (o dall'assenza) di kamon (cimiero di famiglia).

### Parti del kimono

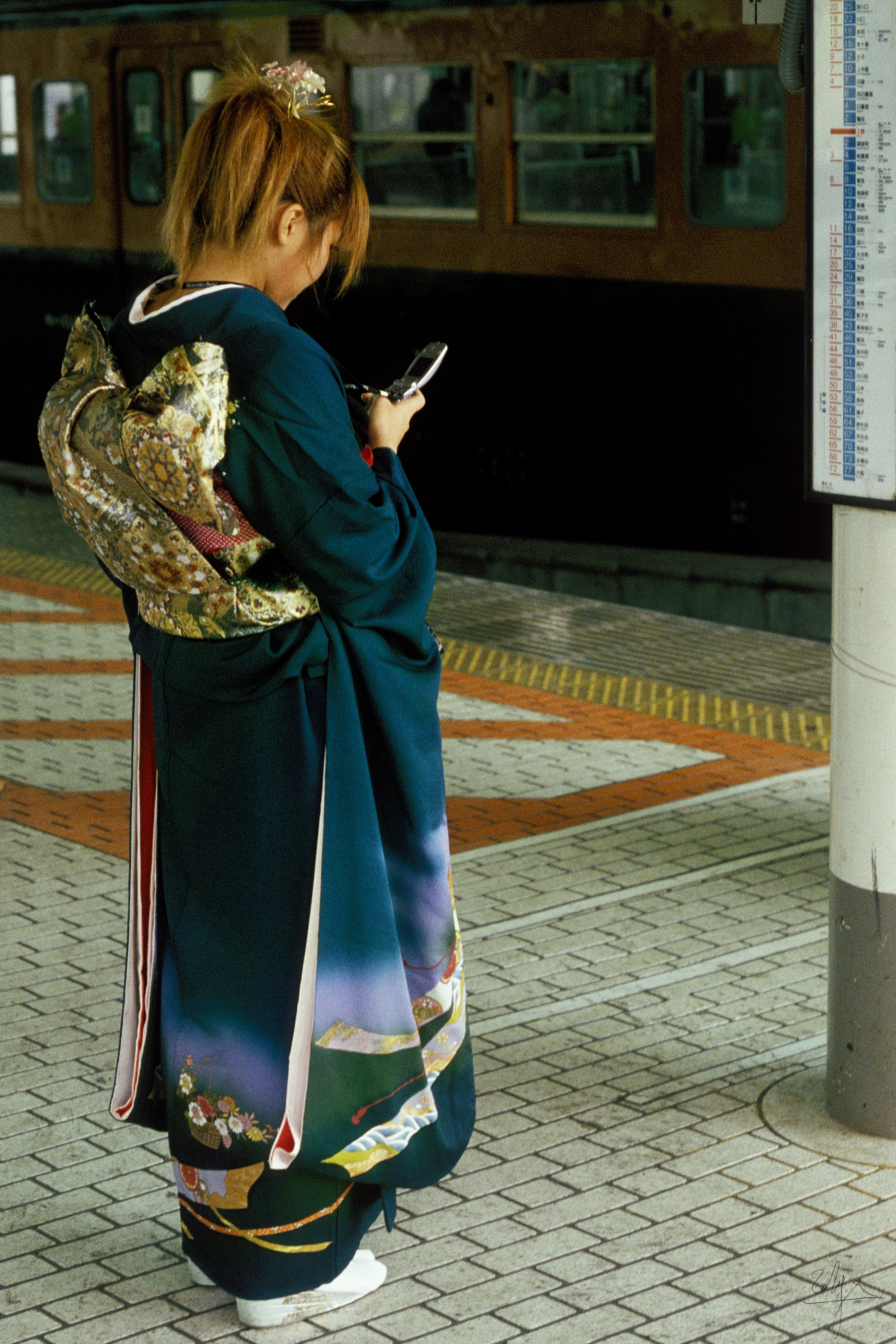
Una ragazza di oggi con un furisode, dei sandali zōri e dei calzini tabi

Il kimono è composto da svariate parti, ognuna con un nome specifico. Per il kimono da donna le parti che vanno a comporre l'indumento sono:
- Doura: la fodera esterna.
- Eri: il colletto.
- Fuki: l'orlo principale.
- Furi: la parte della manica sotto al foro del braccio.
- Maemigoro: il pannello anteriore principale.
- Miyatsukuchi: l'apertura sotto la manica.
- Okumi: la parte interna del pannello anteriore principale.
- Sode: la manica.
- Sodeguchi: l'apertura della manica.
- Sodetsuke: il foro del braccio.
- Susomawashi: la fodera interna.
- Tamoto: drappeggio della manica.
- Tomoeri: il sopra il colletto.
- Uraeri: il colletto interno.
- Ushiromigoro: la sezione principale posteriore.

## Il kimono da donna

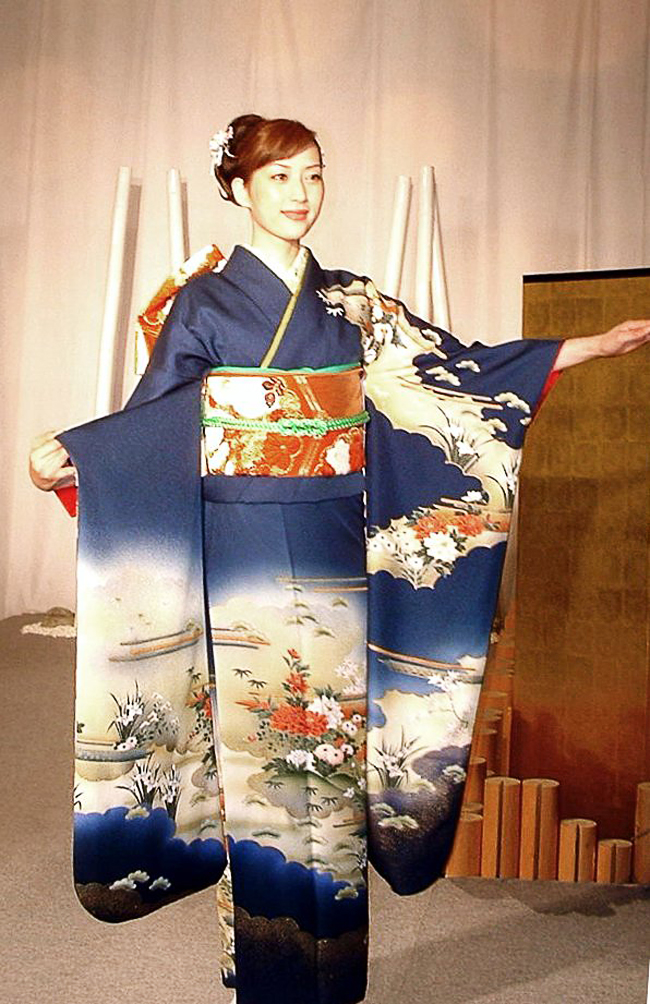
Furisode

Il kimono da donna consiste di almeno dodici parti separate, da indossare, unire e fissare secondo regole precise. Per molte donne non risulta semplice indossare un kimono senza aiuto, ma in realtà con un po' di pratica si può indossare tranquillamente da sole, come fanno molte persone. Ancora oggi esistono assistenti professionali che aiutano le donne a indossare i kimono, specialmente nelle occasioni speciali. Tali assistenti hanno una licenza professionale e, oltre a lavorare spesso presso i saloni di parrucchiere, dove in Giappone si usa andare per acconciarsi i capelli quando si indossa il kimono, fanno anche visite a domicilio.
Con il kimono da donna si utilizza spesso indossare dei fermagli ornamentali per capelli tradizionali giapponesi chiamati kanzashi. La scelta del kimono da indossare in un'occasione è legata a numerosi simboli e sottili messaggi sociali. La scelta riflette l'età della donna, il suo stato civile e la formalità dell'occasione. In ordine decrescente di formalità si hanno:
- Kurotomesode (黒留袖): un kimono nero dipinto solo sotto la cintura; i kurotomesode sono i kimono più formali per le donne sposate. Sono spesso indossati dalle madri degli sposi ai matrimoni. I kurotomesode hanno solitamente cinque kamon (stemmi familiari) dipinti su maniche, petto e schiena del kimono.
- Furisode (振袖): furisode letteralmente si traduce con "maniche svolazzanti"; le maniche di un furisode variano in lunghezza tra i 75 e i 105 centimetri (oggigiorno le maniche possono arrivare fino a 114 centimetri, poiché sono proporzionate all'altezza di chi andrà ad indossare l'abito). I furisode sono i kimono più formali per le donne nubili e generalmente sono completamente decorati. Il "furisode" è un abito indossabile unicamente dalle ragazze nubili e in teoria una ragazza non potrebbe più indossarlo dopo i venticinque anni, ancorché l'età media delle spose si indirizza sempre più oltre questo limite. I "furisode" sono in gran parte indossati nella cerimonia di passaggio alla maggiore età delle giovani (Seijin Shiki) e dalle parenti non sposate degli sposi nei matrimoni. Si possono distinguere tre tipologie di "furisode", a seconda della lunghezza delle maniche: il kofurisode (75 cm), il chuburisode (90 cm) e l'ōburisode (105–114 cm).
- Irotomesode (色留袖): un kimono in tinta unita (escluso il nero), decorato solo sotto la cintura. Appena meno formale del kurotomesode, è indossato da donne sposate, spesso le parenti più strette degli sposi ai matrimoni. Un irotomesode può recare tre o cinque kamon.
- Mofuku (喪服): un kimono a tinta unita totalmente nero decorato con cinque kamon (stemmi familiari) presenti su petto, schiena e maniche. Questo tipo di kimono si usa esclusivamente ai funerali, e tutti gli accessori ad esso abbinati sono di colore nero, ad eccezione dei tabi (i calzini a infradito) e il colletto del nagajuban (la sottoveste) che sono bianchi.
- Hōmongi (訪問着): si traduce letteralmente come "abito da visita". Caratterizzato da decorazioni che si sviluppano oltre le spalle, attraversando le cuciture, lo hōmongi si colloca appena sopra lo tsukesage. Lo hōmongi viene indossato sia da donne nubili che sposate, spesso dalle amiche della sposa ai matrimoni. Può essere indossato anche in occasione di feste formali.
- Tsukesage (付け下げ): rispetto allo hōmongi ha decorazioni meno estese e generalmente limitate a sotto la cintura e alle maniche; anch'esso può essere indossato sia da donne sposate che da donne nubili.
- Iromuji (色無地): un kimono in tinta unita (a esclusione del nero e del bianco/avorio, considerati come non colori e destinati a occasioni specifiche) che può essere indossato sia da donne sposate che da donne nubili. Gli iromuji sono generalmente indossati in occasione delle cerimonie del tè. La seta tinta può produrre figure (rinzu, simile allo jacquard) ma non ha decorazioni di colori diversi.
- Komon (小紋): letteralmente "bel motivo", un kimono con un piccolo motivo decorativo ripetuto su tutta la superficie dell'abito. Abbastanza informale, può essere portato per strada o abbinato a un obi più elegante per una cena al ristorante. Può essere indossato sia da donne sposate che da donne nubili.
  - Edo komon (江戸小紋): è un tipo di komon contraddistinto da piccoli punti disposti in gruppi densi a formare un disegno più ampio sulla superficie dell'abito. La tecnica di tintura dell'Edo komon nacque all'interno della classe sociale dei samurai durante il periodo Edo. Un kimono di questo tipo ha lo stesso grado di formalità di un iromuji e, quando è decorato con un kamon, può essere considerato equivalente ad un tsukesage o a uno hōmongi.
- Yukata (浴衣): kimono estremamente informale, sfoderato, generalmente in cotone, lino o canapa. Gli yukata sono indossati in estate in occasioni all'aperto da uomini e donne di ogni età. Sono inoltre indossati alle terme, dove spesso vengono anche offerti agli ospiti degli stabilimenti termali.
- Hikizuri (引きずり) o Susohiki (裾引き): è il kimono indossato dalle geishe e che richiede un tipo di vestizione più elaborata e complessa, tanto da necessitare spesso di un'aiutante per poterlo vestire. Lo si può riconoscere dagli altri kimono per i motivi decorativi più particolari e inusuali.
- Kakeshita (賭下): è il kimono nuziale, ed appartiene alla categoria dei furisode poiché presenta maniche molto lunghe. Lo si può trovare in due tipologie, Shiro Kakeshita bianco candido a tinta unita e Iro Kakeshita vivacemente colorato e decorato. Lo si può distinguere dagli altri furisode per l'orlo leggermente imbottito e le tinte particolarmente vivaci nella sua versione colorata.
- Uchikake (打ち掛け): è una sorta di soprabito in broccato pesante che si porta sopra al Kakeshita. Comparve in epoca Muromachi, e veniva indossato dalle nobili di corte; mentre oggi è di esclusivo appannaggio per le spose in occasione delle nozze.
  - Shiromuku (白無垢): altri non è che l'Uchikake bianco candito senza alcun tipo di decori o colori, anche se a volte ve ne sono alcuni con la fodera interna in rosso acceso, e alcune versioni di più recente fattura possono presentare leggere finiture con fili dorati o delicati colori pastello.
  - Irouchikake (色打ち掛け): l'Uchikake colorato. Dalle tinte molto vivaci e sgargianti spesso è decorato con i motivi tradizionali delle gru che nella simbologia giapponese sono augurio di buon auspicio per la coppia, oppure con rami di pino o altri soggetti.
- Jūnihitoe (十二単): un abito a dodici strati indossato nell'antichità dalle donne di corte. Oggi usato solo nelle occasioni più formali a corte – matrimoni imperiali o incoronazioni – e visibile nei musei.

## Gli accessori del kimono da donna

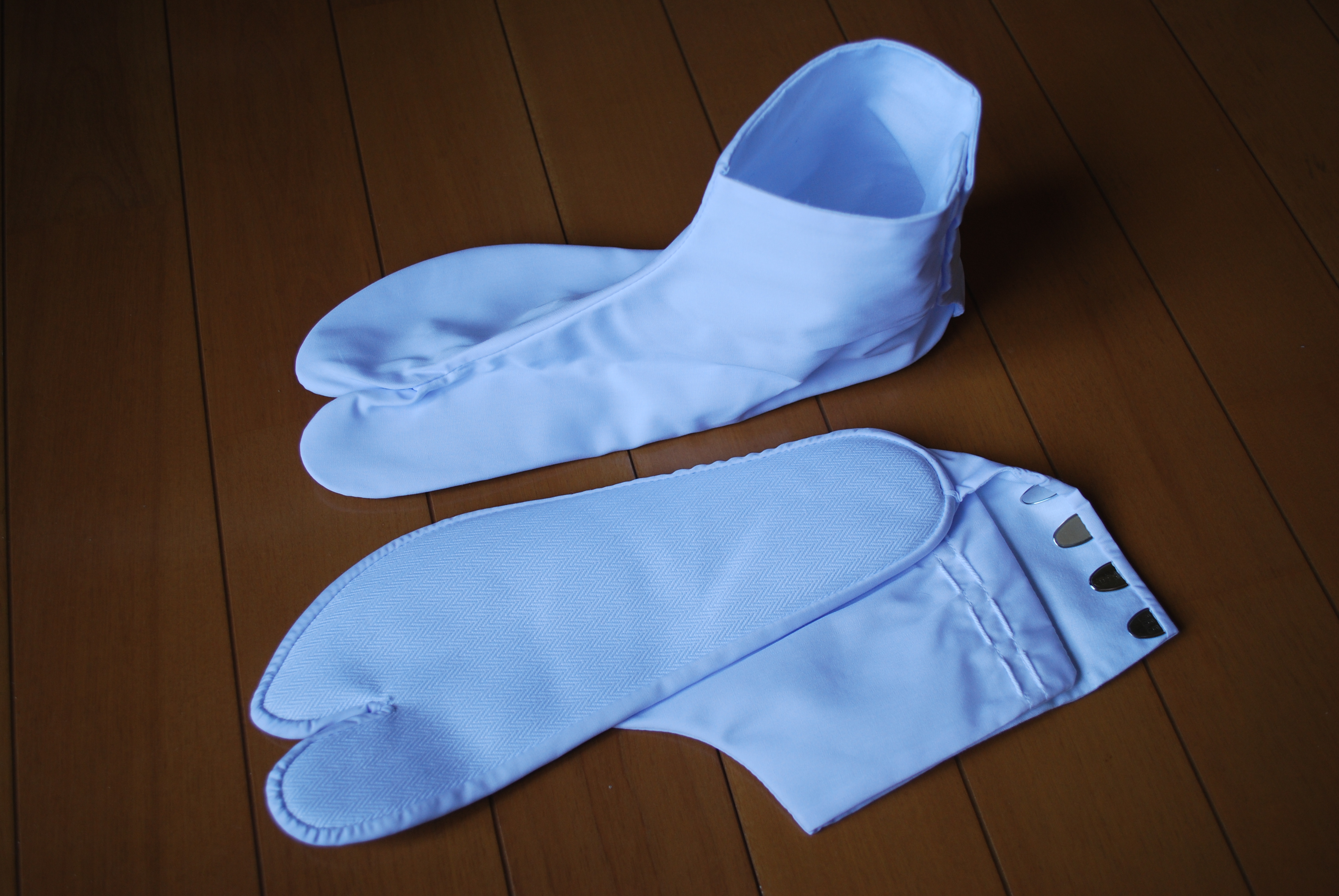
Tabi

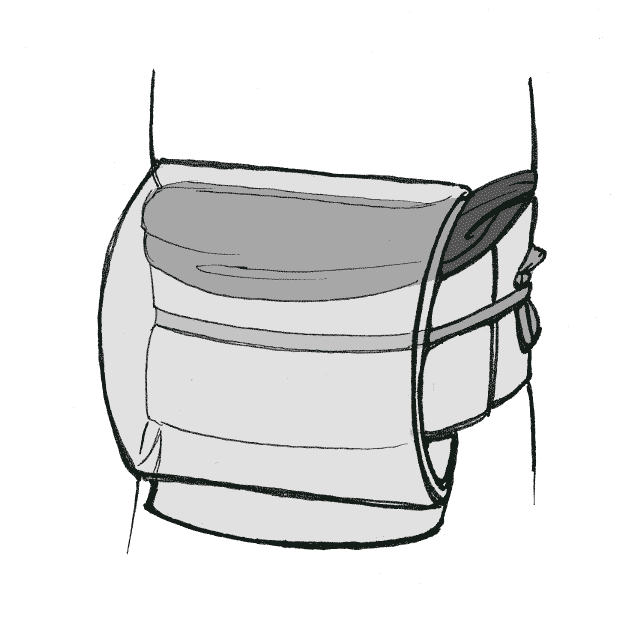
Obi (otaiko-musubi)

- Hiyoku (ひよく): è un tipo di sotto-kimono, quindi una sorta di sottoveste. Oggigiorno viene indossato soltanto in occasioni formali come matrimoni o eventi sociali importanti.
- Hadajuban (肌襦袢): è una sorta di tunica leggera a mezze maniche realizzata in garza di cotone o altri tessuti leggeri (viscosa, cotone liscio, lino ecc), ed è la biancheria intima che si porta sotto al kimono. A volte si può trovare questo capo nella versione a due pezzi composta dalla casacca Hanjuban (半襦袢) e dalla gonna portafoglio Susoyoke (裾除け).
- Koshihimo (腰紐): sono dei lacci in garza di cotone o lino che si usano per tenere legato il kimono e l'obi nelle varie fasi di vestizione. Ne esiste anche una versione estiva realizzata con materiali leggeri e traspiranti. Solitamente sono di colore rosa chiaro, bianche o con colori sgargianti.
- Nagajuban (長襦袢): è la sottoveste per il kimono che si indossa dopo l'Hadajuban e prima di mettere il kimono. Ha la stessa forma a T come il kimono stesso ed è realizzata in seta, tessuti sintetici, cotone o lana, e i colori in cui si trova più di frequente sono il rosa chiaro o altri colori pastello con piccole fantasie, mentre quelli vintage sono in rosso acceso a tinta unita o con fantasie a colori sgargianti. Per i kimono formali si usano dei Nagajuban tutti bianchi a tinta unita.
- Datejime (伊達締め): è una piccola cintura a sciarpa parzialmente rigida indossata sopra al Nagajuban per assicurarlo e tenerlo ben chiuso. A volte se ne indossa una seconda sopra al kimono per lo stesso motivo.
- Obi-Ita (帯板): è una sorta di tavola rigida rivestita di tessuto che si indossa prima dell'obi o tra le pieghe di esso dal lato anteriore per mantenerlo bello rigido e liscio senza pieghe e grinze.
- Obi (帯): l'equivalente giapponese della fusciacca o della cintura, usata per il kimono o per la yukata. Sono generalmente usati in modi differenti a seconda dell'occasione e i modelli da donna sono generalmente più intricati.
- Obimakura (帯枕): è una sorta di cuscinetto leggero con dei lacci che serve per dare sostegno al nodo dell'Obi.
- Obiage (帯揚): è una sciarpa in seta leggera che si avvolge sopra all'Obimakura per coprirlo e viene legata attorno alla vita facendovi un nodo al centro per infilarlo poi dentro all'Obi. La sua funzione è puramente estetica.
- Obijime (帯締): è una sorta di cordoncino in seta intrecciata che si usa per tenere fermo il nodo dell'Obi e viene legato sopra ad esso attorno alla vita.
- Kimono Clip (着物クリップ): sono una sorta di pinze in metallo simili a mollette per la biancheria che si usano come aiuto temporaneo durante le fasi di vestizione del Kimono.
- Geta (下駄): sono sandali di legno, calzati da uomini e donne esclusivamente con lo yukata. Un tipo leggermente diverso di geta è usato dalla geisha che prende il nome di Pokkuri o Okobo.
- Hakama (袴): è una gonna – divisa o unita – più simile a un paio di pantaloni molto larghi, tradizionalmente indossata dagli uomini e dalle donne, e usata nelle tenute di svariate arti marziali (aikidō, kendō, iaidō e naginata dō). Un tipico hakama ha delle pieghe, una koshiita – una parte rigida o imbottita sul fondo schiena – e un himo – lunghe strisce di tessuto avvolte attorno alla vita e attorno a un obi. In funzione della decorazione può essere sia molto formale, sia familiare. Normalmente non è parte dei kimono formali da signora, mentre lo è per quelli da uomo.
- Haori (羽織): un soprabito che giunge fino all'anca o alla coscia, che aggiunge ulteriore formalità. Introdotto già tra il XV e il XVI secolo, fu riservato agli uomini fino alla fine del periodo Meiji (1868-1912), quando col cambio delle mode è entrato nell'uso anche per le donne. I modelli da donna tendono ad essere più lunghi.
- Haori-himo (羽織紐): una corda per stringere l'haori, decorata con nappine che può essere di varie fogge e colori.
- Tabi (足袋): calzini corti con separazione infradito usati con i sandali. I più tradizionali sono bianchi a tinta unita, ma ve ne sono anche di colorati e con fantasie in uso coi kimono più casual e informali.
- Zōri (草履): sandali di stoffa, pelle o fibra. Possono essere molto decorati con disegni intrecciati o completamente lisci, usati sia da uomini che da donne. I più formali da uomo sono di fibra intrecciata con lacci bianchi.
- Kanzashi (簪): ornamenti per i capelli in forma di fiori di seta, pettini di legno e forcine di giada.

## Il kimono da uomo

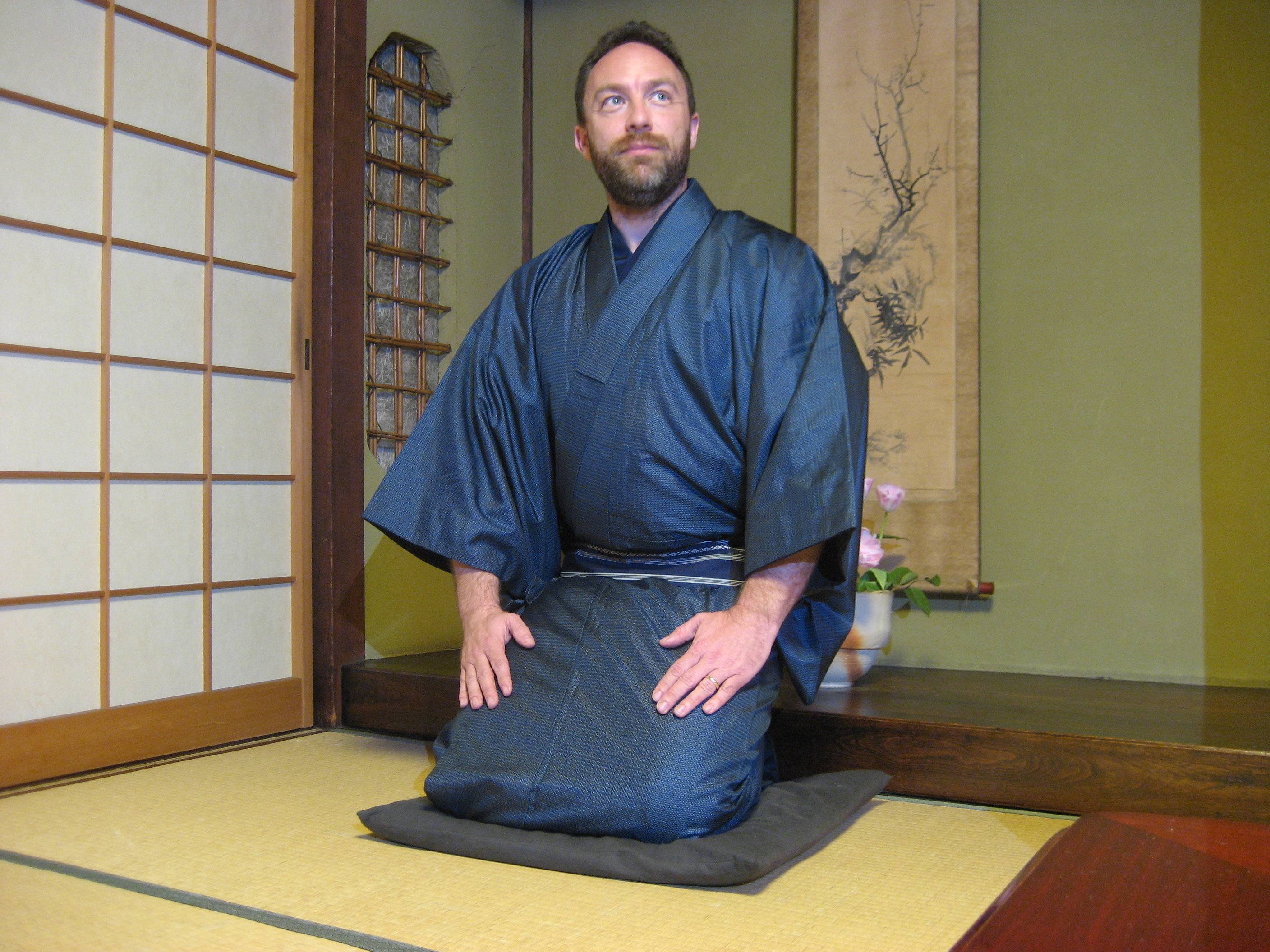
Jimmy Wales con un kimono (Kyōto, 2007)

A differenza dell'abito da donna i kimono da uomo sono molto più semplici e si compongono di un minor numero di pezzi, esclusi calze e sandali. Inoltre non presentano l'apertura sotto alle ascelle come nei kimono da donna e spesso sono corredati del proprio Haori abbinato in tinta.
Oggi le principali differenze tra i kimono da uomo consistono nel tipo di tessuto e nel modello. Il kimono tipico è di colore scuro (nero, blu scuro, grigio, verde scuro e più raramente marrone o rosso bordeaux). I tessuti sono opachi e, nei modelli meno formali, presentano un motivo molto piccolo visibile solamente da molto vicino. Kimono meno formali possono essere di colori leggermente più vivaci, come il viola, il verde e il blu. Alcuni lottatori di sumo a volte indossano anche colori particolarmente vivaci, come il fucsia. Quasi ogni kimono può essere reso più formale indossando hakama e haori.
- Montsuki (紋付): è il tipo di kimono più formale a tinta unita, con cinque kamon sul petto, sulle spalle e sulla schiena ed è sempre corredato del suo Haori in tinta. Vi è anche una versione un po' meno formale con tre kamon. Questo kimono è generalmente accompagnato da Nagajuban ed accessori bianchi e si porta abbinato con gli Hakama. 
  - Kuromontsuki (黒紋付): è il Montsuki tutto nero a tinta unita corredato del suo haori ton sur ton e che si usa nelle occasioni più formali abbinato agli Hakama a righine bianche e nere. Questo completo di Kuromontsuki e Hakama a righe è il completo nuziale per lo sposo oltre ad essere usato in altre occasioni molto formali e di grande stile.
  - Iromontsuki (色紋付): è il Montsuki colorato a tinta unita dalle tonalità vivaci e sgargianti. Anch'esso come per la sua versione in nero è corredato del suo Haori e presenta i cinque kamon, ma questi possono essere anche dorati o colorati oltre che bianchi, e viene abbinato ad Hakama dalle tinte più vivaci e che possono avere decori molto vistosi. Pur essendo della medesima formalità questo tipo di abbinamento ha occasioni d'uso leggermente diverse da quello in nero, come spettacoli teatrali o performance televisive.
- Odekake no Sharegi (お出掛けのしゃれ着): è il classico kimono da uomo casual e informale portato con l'Haori.
- Yukata (浴衣): kimono estremamente informale, sfoderato, generalmente in cotone, lino o canapa. Gli yukata sono indossati in estate in occasioni all'aperto da uomini e donne di ogni età. Sono inoltre indossati alle terme, dove spesso vengono anche offerti agli ospiti degli stabilimenti termali.
- Sokutai (束帯): è il kimono indossato da aristocratici e imperatori durante il periodo Heian. Oggi lo si può vedere solamente nei musei o indossato durante le cerimonie imperiali dall'imperatore.

## Gli accessori del kimono da uomo
- Hanjuban (半襦袢): è una casacca a mezze maniche realizzata in tessuto leggero (garza di cotone o viscosa) che fa parte dell'intimo per il kimono e costituisce la parte superiore dell'Hadajuban maschile.
- Steteco (ステテコ): sono una sorta di pantaloncini con un elastico in vita e che arrivano poco sotto al ginocchio e costituiscono la parte inferiore dell'Hadajuban maschile.
- Nagajuban (長襦袢): è la sottoveste per il kimono che si indossa sopra a Hanjuban e Steteco e sotto al kimono. Ha la stessa forma a T come il kimono stesso ed è realizzata in seta, tessuti sintetici o lana. A differenza di quello da donna è realizzato in colori scuri come l'azzurro carta da zucchero o il grigio col colletto nero, e può presentare dei decori sulla schiena con motivi tradizionali. Per i kimono formali si usano dei Nagajuban tutti bianchi a tinta unita.
- Koshihimo (腰紐): sono dei lacci in garza di cotone o lino che si usano per tenere legato il kimono durante le varie fasi di vestizione. Quelle da uomo possono essere bianche o in colori scuri.
- Datejime (伊達締め): è una piccola cintura parzialmente rigida indossata sopra al Nagajuban per assicurarlo e tenerlo ben chiuso. Nel kimono da uomo non è un accessorio indispensabile come per quello da donna, per cui non sempre viene usata.
- Kaku Obi (帯): è la cintura che si usa per il kimono e la yukata. Come per quello da donna si può annodare in modi differenti a seconda dell'occasione, ma per l'uomo non vi sono tutte le varianti come in quello da donna, e l'obi è più stretto e meno decorato.
- Haori (羽織): un soprabito che giunge fino all'anca o alla coscia, che aggiunge ulteriore formalità. Introdotto già tra il XV e il XVI secolo, fu riservato agli uomini fino alla fine del periodo Meiji (1868-1912), quando col cambio delle mode è entrato nell'uso anche per le donne. I modelli da donna tendono ad essere più lunghi.
- Haori-himo (羽織紐): un cordoncino per chiudere l'haori, decorato con nappine o a pon-pon; in colori scuri o in bianco coi kimono più formali.
- Hakama (袴): è una gonna – divisa o unita – più simile a un paio di pantaloni molto larghi, tradizionalmente indossata dagli uomini, ma oggi anche dalle donne e usata nelle tenute di svariate arti marziali (aikidō, kendō, iaidō e naginata do). Una tipica hakama ha delle pieghe, una koshiita – una parte rigida o imbottita sul fondoschiena – e un himo – lunghe strisce di tessuto avvolte attorno alla vita e attorno a un obi. In funzione della decorazione può essere sia molto formale, sia familiare. Normalmente non è parte dei kimono formali da signora, mentre lo è per quelli da uomo.
- Tabi (足袋): calzini corti a infradito con l'alluce separato usati con i sandali. Quelli da uomo si possono trovare bianchi a tinta unita o in colori scuri sempre a tinta unita.
- Setta (雪駄): sono delle ciabattine a infradito dalla forma squadrata che si usano coi kimono informali.
- Zōri (草履): sandali a infradito realizzati in pelle o vinile che si usano coi kimono più formali e a volte possono essere corredati di un piccolo borsello in tinta.
- Geta (下駄): sono sandali di legno a infradito che si portano esclusivamente con lo yukata. La versione maschile differisce da quella femminile per la forma più squadrata e i colori scuri.
- Waraji (草鞋): sandali di corda. Usati spesso dai monaci.